# Carola Saavedra

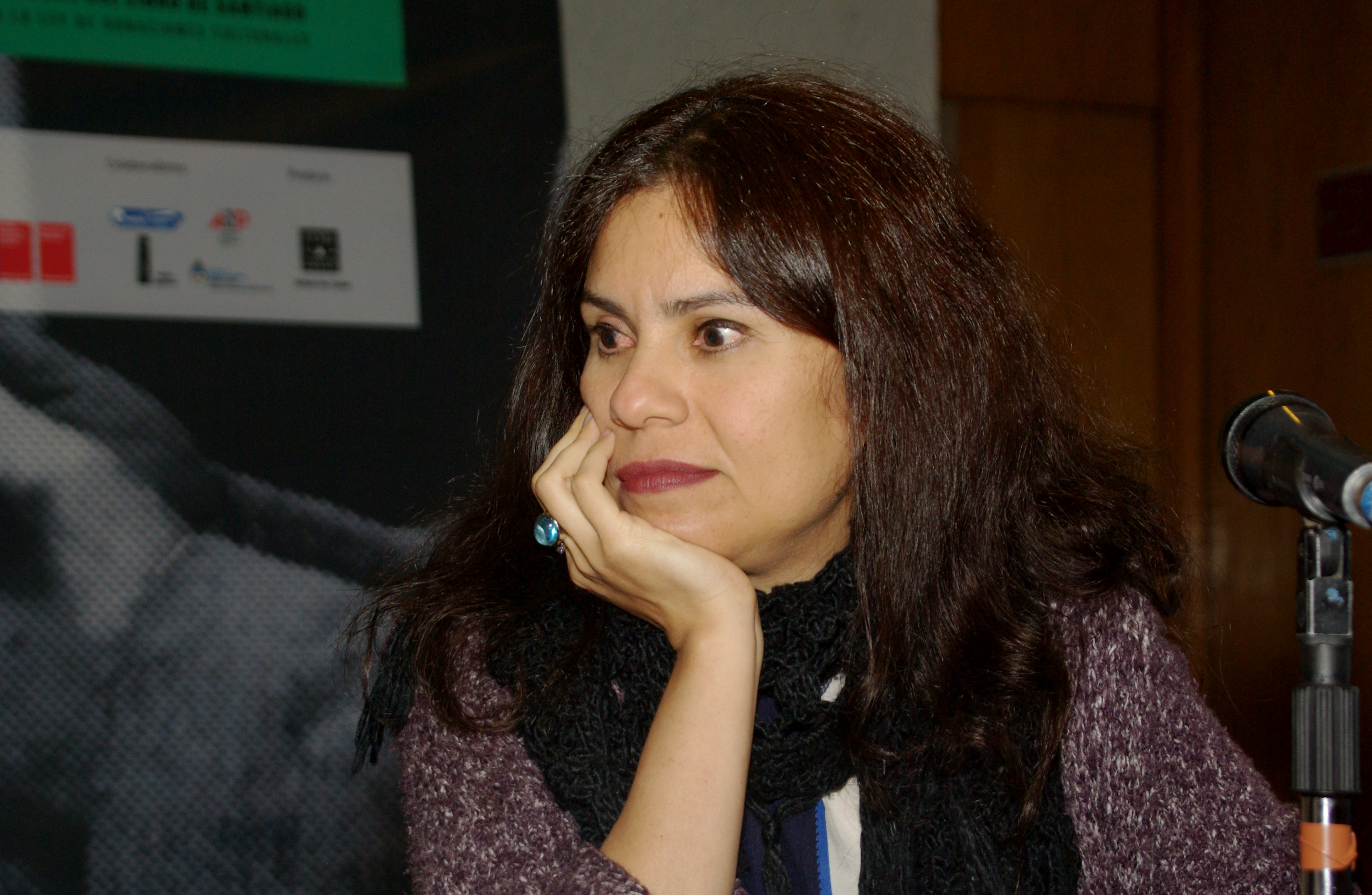
Carola Saavedra, 2015

Carola Saavedra (* 1973 in Santiago de Chile) ist eine brasilianische Schriftstellerin.

## Leben
Carola Saavedra wurde in Chile geboren und kam im Alter von drei Jahren nach Brasilien. Sie studierte Journalismus an der Pontifícia Universidade Católica do Rio de Janeiro. Saavedra lebte ein Jahr in Spanien, eines in Frankreich und acht Jahre in Deutschland, wo sie ein Magisterstudium der Publizistik absolvierte. Sie lebt heute in Rio de Janeiro.
Sie veröffentlichte ein Buch mit Kurzgeschichten, sowie Kurzgeschichten in verschiedenen Anthologien. 2010 war Carola Saavedra zur Festa Literária Internacional de Paraty, dem Internationalen Literaturfestival in Paraty („Flip“) eingeladen. Ihr Buch Flores azuis (Blaue Blumen, 2008) gewann den Preis für den besten Roman von der Associação Paulista dos Críticos de Arte (2008), die „Copa de Literatura Brasileira“, und kam unter die Finalisten für die Preise São Paulo de Literatura und Jabuti.
Ihr letzter Roman, Paisagem com dromedário (Landschaft mit Dromedar, 2010), erhielt den Preis „Rachel de Queiroz“ in der Kategorie Junge Autoren. Er erschien im März 2013 in der Übersetzung von Maria Hummitzsch im Verlag C.H.Beck.

## Werke
- Do lado de fora (Kurzgeschichten, 7Letras, 2005)
- Toda terça (Roman, Companhia das Letras, 2007)
- Flores azuis (Roman, Companhia das Letras, 2008)
  - Deutsche Übersetzung: Blaue Blumen. Übers. Maria Hummitzsch. Beck, München 2015, ISBN 978-3-406-67567-6
- Paisagem com dromedário (Companhia das Letras, 2010)
  - Deutsche Übersetzung: Landschaft mit Dromedar. Übers. Maria Hummitzsch. Beck, München 2013, ISBN 978-3-406-64709-3

Veröffentlichungen in Anthologien:
- Um homem célebre: Machado recriado (Publifolha, 2008)
- Escritores escritos (Editora Flâneur, 2010)
- Essa história está diferente – Dez contos para canções de Chico Buarque (Companhia das Letras, 2010)
- Geração Zero Zero (Língua Geral, 2011)

Veröffentlichungen außerhalb Brasiliens:
- Flores azuis, Editora Plátano, 2010 (Portugal)
- Toda terça, Editora Plátano, 2011 (Portugal)

## Auszeichnungen
- Preis der APCA (Associação Paulista dos Críticos de Arte) für den besten Roman, 2008, für Flores azuis
- Preis Rachel de Queiroz, Kategorie Junger Autor, 2010, für Paisagem com dromedário